# فرد مور (ملاكم)
فرد مور (بالإنجليزية: Fred Moore)‏ (26 فبراير 1967 - ) هو ملاكم أمريكي، صنّف ضمن فئة الوزن الثقيل الخفيف ‏.